# Microcerella cinerea
Microcerella cinerea är en tvåvingeart som beskrevs av Guilherme A.M.Lopes 1982. Microcerella cinerea ingår i släktet Microcerella och familjen köttflugor.
Artens utbredningsområde är Ecuador. Inga underarter finns listade i Catalogue of Life.